# Terra di Lebus

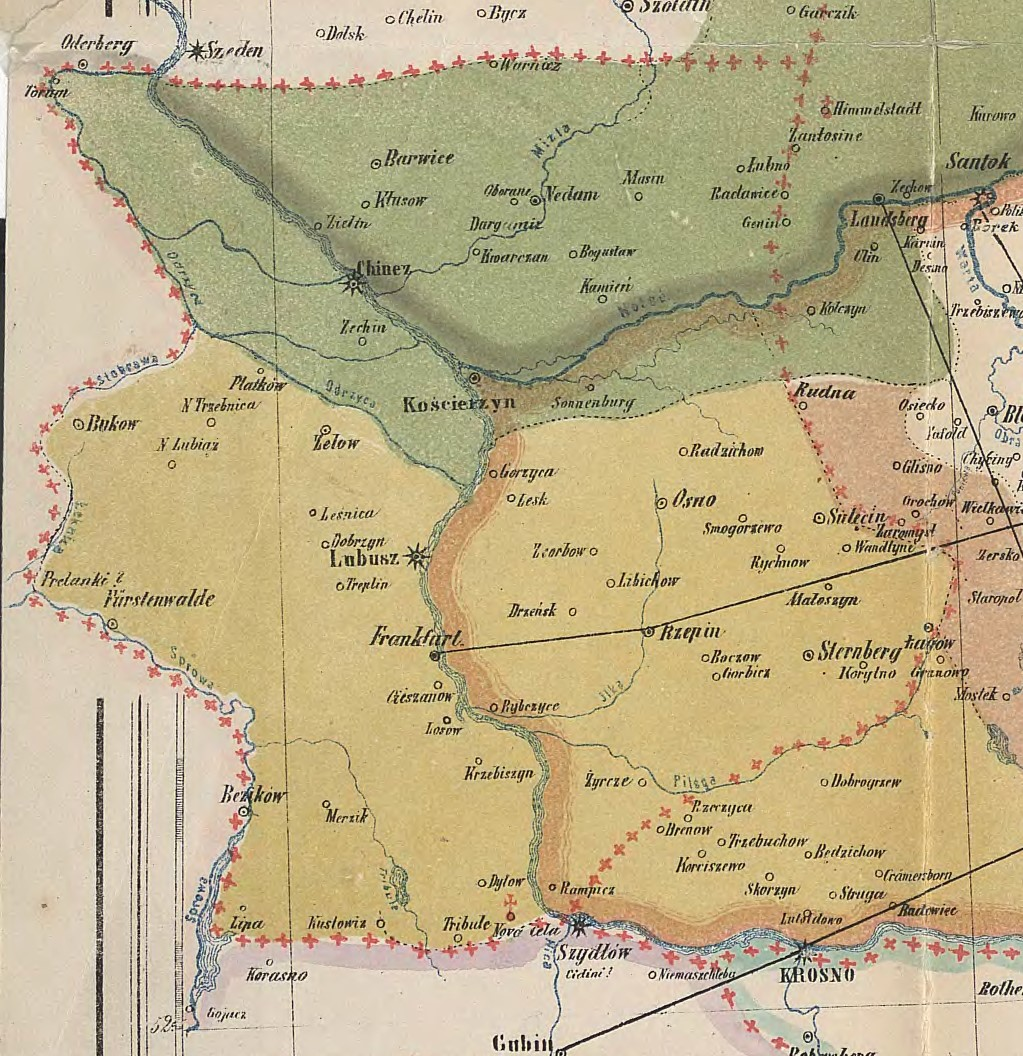
La Terra di Lebus (Ziemia Lubuska), ai tempi del dominio polacco (tra il 950 c.a. e il 1250)

La Terra di Lebus o Terra di Lubusz (in polacco: ziemia lubuska, in tedesco: Land Lebus, in ceco: Lubušsko) è una regione storica (ziemia) della Polonia, situata sul fiume Oder. Si trova ad est del Brandeburgo, ad ovest della Grande Polonia, a sud della Pomerania e a nord della Slesia. Attualmente, la Terra di Lebus è divisa dal fiume Oder: la parte orientale sorge nel Voivodato di Lubusz, mentre l'altra parte, inclusa la storica capitale Lebus, sorge nel Brandeburgo, in Germania, ad ovest dell'Oder.

## Storia
Il territorio appartenne alla Polonia al tempo del principe Mieszko I di Polonia, il fondatore dello Stato, e fu subito elevato al rango di diocesi. Nel 1124-1125 il nuovo vescovo di Lebus fu nominato da Boleslao III di Polonia, sotto la diocesi di Gniezno. L'Arcivescovado di Magdeburgo cercò anche di acquisire il controllo di Lebus: nel 1252 il Magdeburgo e il Brandeburgo acquistarono la diocesi dal duca polacco Boleslao il Calvo. La regione venne incorporata nel Brandeburgo — il nuovo Neumark — con centro amministrativo a Küstrin, creato sul confine tra la Pomerania e la Grande Polonia (che in seguito si espanse verso le zone boschive della Grande Polonia). Nel 1276 la sede della diocesi fu spostata a Górzyca, ad est del fiume Oder. Nel 1325 Ladislao I di Polonia, si alleò con il vescovo Stefano II; il governatore secolare di Lubusz, Erich di Wulkow, leale al nuovo margravio di Brandeburgo Luigi I di Wittelsbach, razziò e catturò i possedimenti vescovili, dando fuoco alla cattedrale di Gorzyca. Il vescovo Stefano fuggì in Polonia. La sede del vescovado fu di nuovo spostata, questa volta a Lebus. Nel 1373 la diocesi fu di nuovo devastata dall'esercito dell'Imperatore Carlo IV di Lussemburgo, e la sede della diocesi divenne Fürstenwalde.
Nel 1424 la diocesi divenne suffraganea dell'arcidiocesi di Magdeburgo, lasciando la provincia polacca. L'ultimo vescovo cattolico fu Georg von Blumenthal, che morì nel 1550 dopo una campagna contro la Riforma. Dal 1555 al 1598 la diocesi fu secolarizzata e divenne luterana: l'area assunse il nome di Brandeburgo orientale, tagliando ogni contatto con la Polonia. Dal 1701 l'area appartenne al Regno di Prussia, e dal 1871 alla Germania. La principale minoranza polacca era nella città di Kalau (in polacco: Kalawa), anche se la grande maggioranza (più del 90%) della popolazione era tedesca.
La maggior parte della Terra di Lebus fu trasferita alla Polonia nel 1945, mentre i tedeschi tennero l'area ad ovest dell'Oder, inclusa la città di Lebus, storica capitale della regione. La maggiore città della parte polacca della Terra di Lebus è Gorzów Wielkopolski (in tedesco: Landsberg Warthe).